# Hugo Becker (skådespelare)
Hugo Becker, född 13 maj 1986 i Metz, Moselle är en fransk skådespelare och sångare.

## Rollista i urval
- 2010 – L'Assaut
- 2010–2012 – Gossip Girl (TV-serie)
- 2011 – Damsels in Distress
- 2015–2016 – Chefs (TV-serie)
- 2015–2018 – Au service de la France (TV-serie)
- 2016–2020 – Baron noir (TV-serie)
- 2019 – Osmosis (TV-serie)
- 2020 – Ring min agent! (TV-serie)
- 2021 – Leonardo (TV-serie)
- 2024–  – The New Look (TV-serie)